# フローニンゲン包囲戦
フローニンゲン包囲戦（フローニンゲンほういせん、英語: Siege of Groningen）は仏蘭戦争中の1672年に行われた、ミュンスター司教領によるフローニンゲンの包囲。
包囲がオランダの勝利に終わった上、ミュンスター軍2万4千のうち半分が死亡するという壊滅的な損害を被ってしまったためミュンスター軍は大幅に弱体化、その後数週間のうちにミュンスター軍の占領地のほとんどがオランダ軍に回復された。
フローニンゲンでは毎年8月28日が包囲戦の戦勝を記念する祝日となっている。